# Françoise Goléa
Françoise Goléa, nom de scène de Françoise Claude Goldman, est une actrice française née à Reims le 29 juillet 1933 et morte dans le 13e arrondissement de Paris le 18 juillet 1996.

## Filmographie
- 1952 : La Jeune Folle de Yves Allégret
- 1952 : Le Rideau rouge ou Ce soir on joue Macbeth d'André Barsacq
- 1952 : Le Chemin de Damas de Max Glass
- 1953 : Dortoir des grandes d’Henri Decoin : une pensionnaire
- 1955 : Le Pain vivant de Jean Mousselle : Thérèse Valmont
- 1967 : Salle n° 8 (série télévisée) de Jean Dewever et Robert Guez : Sophie, une patiente mythomane (ép. 56, 57, 58, 59, 60) (créditée Françoise Golia)